# Judonchulus brakenhoffi
Judonchulus brakenhoffi är en rundmaskart. Judonchulus brakenhoffi ingår i släktet Judonchulus och familjen Mononchidae. Inga underarter finns listade i Catalogue of Life.